# Ele Süvalep
Ele Süvalep (1974–1991 Ele Lõhmus oder Süvalep-Lõhmus, * 8. November 1951 in Võru) ist eine estnische Literaturwissenschaftlerin.

## Leben und Werk
Ele Süvalep machte 1970 in Rakvere Abitur, studierte von 1970 bis 1975 an der Universität Tartu Estnische Philologie und war nach ihrem Abschluss zwei Jahre Lehrerin in Värska. Von 1977 bis 1980 arbeitete sie als Bibliothekarin an der Universitätsbibliothek Tartu, danach erhielt sie eine Dozentur an der Universität Tartu. 1988 verteidigte sie hier ihre Doktorarbeit. Sie war zweimal an der Universität Helsinki Lektorin für estnische Sprache und Kultur (1989–1992 und 1996–2000), von 2007 bis 2009 war sie Estnischlektorin an der Universität Oulu.
Süvaleps Arbeitsschwerpunkt ist die moderne estnische Lyrik. Sie verfasst nicht nur wissenschaftliche Artikel dazu, sondern fungiert auch als Herausgeberin von Gedichtbänden estnischer Klassiker. Ferner ist sie eine der Autorinnen der 2001 erschienenen „Estnischen Literaturgeschichte“, die heute als Standardwerk gilt, und hat auch aus dem Finnischen übersetzt.

## Bibliografie (Auswahl)

### Monografien
- (gemeinsam mit Epp Annus, Luule Epner, Ants Järv, Sirje Olesk und Mart Velsker:) Eesti kirjanduslugu. Koolibri, Tallinn 2001. 703 S.

### Aufsätze
- Betti Alveri hilisluulest, in: Looming 11/1976, S. 1904–1916.
- Noor Betti Alver, in: Vikerkaar 5/1986, S. 47–52.
- Modernist Jaan Oks, in: Keel ja Kirjandus 12/1996, S. 793–799.
- Gustav Suits, in: Estonian Literary Magazine 16 (2003), S. 16–21.

### Sekundärliteratur
- Silvia Nagelmaa: Ele Lõhmus filoloogiakandidaadiks, in: Keel ja Kirjandus 9/1988, S. 575.